# Rock & Roll (Ruth Brown)
| Recensione | Giudizio |
| ---------- | -------- |
| AllMusic   | [ 2 ]    |

Rock & Roll (in alcune discografie il titolo dell'album è riportato solo come Ruth Brown) è il primo album della cantante statunitense di rhythm and blues Ruth Brown, pubblicato dalla casa discografica Atlantic Records nel luglio del 1957.

## Tracce

### LP
Lato A
1. Lucky Lips – 2:04 (Jerry Leiber, Mike Stoller) – Registrato il 25 settembre 1956 a New York
2. As Long As I'm Moving – 2:41 (Charles E. Cahoun) – Registrato il 1º marzo 1955 a New York
3. Wild Wild Young Men – 2:30 (A. Nugetre) – Registrato il 10 aprile 1953 a New York
4. Daddy Daddy – 2:53 (Rudolph Toombs) – Registrato il 2 luglio 1952 a New York
5. Mambo Baby – 2:41 (Charles Singleton, Rose Marie McCoy) – Registrato l'11 agosto 1954 a New York
6. Teardrops from My Eyes – 2:54 (Rudolph Toombs) – Registrato nel settembre del 1950 a New York
7. Hello Little Boy – 2:38 (Ruth Brown) – Registrato il 16 dicembre 1953 a New York

Lato B
1. Mama He Treats Your Daughter Mean – 2:51 (Johnny Wallace, Herbert J. Lance) – Registrato il 19 dicembre 1952 a New York
2. 5-10-15 Hours – 3:11 (Rudolph Toombs) – Registrato il 13 febbraio 1952 a New York
3. It's Love Baby – 2:40 (Ted Jarrett) – Registrato il 7 luglio 1955 a New York
4. Sentimental Journey – 2:34 (Bud Green, Les Brown, Ben Homer) – Registrato il 28 febbraio 1950 a New York
5. Old Man River – 2:12 (Oscar Hammerstein II, Jerome Kern) – Registrato il 7 maggio 1954 a New York
6. So Long – 2:36 (Remus Harris, Russ Morgan, Irving Melsher) – Registrato il 25 maggio 1949 a New York
7. Oh What a Dream – 2:51 (Chuck Willis) – Registrato il 7 maggio 1954 a New York

## Musicisti
Lucky Lips
- Ruth Brown – voce
- Sconosciuti – 2 trombe
- Sconosciuto – sassofono tenore
- Sconosciuto – sassofono baritono
- Sconosciuto – piano
- Sconosciuto – chitarra
- Sconosciuto – contrabbasso
- Sconosciuto – batteria
- Sconosciuti (gruppo vocale) – cori

As Long As I'm Moving
- Ruth Brown – voce
- Sam "The Man" Taylor – sassofono tenore
- Sconosciuto – sassofono baritono
- Sconosciuto – tromba
- Sconosciuto – trombone
- Sconosciuto – piano
- Sconosciuto – chitarra
- Sconosciuto – contrabbasso
- Sconosciuto – batteria
- The Rhythmakers (gruppo vocale) – cori

Wild Wild Young Men
- Ruth Brown – voce
- Taft Jordan – tromba
- Haywood Henry – sassofono baritono
- Harry Van Walls – piano
- Rector Bailey – chitarra
- George Duvivier – contrabbasso
- Connie Kay – batteria

Daddy Daddy
- Ruth Brown – voce
- Willis Jackson – sassofono tenore
- Sconosciuto – violoncello
- Harry Van Walls – piano
- Sconosciuto – chitarra
- Sconosciuto – contrabbasso
- Sconosciuto – batteria
- James Quintet (gruppo vocale) – cori

Mambo Baby
- Ruth Brown – voce
- Sconosciuto – tromba
- Sconosciuto – sassofono baritono
- Sconosciuto – piano
- Sconosciuto – contrabbasso
- Sconosciuto – batteria
- The Rhythmakers (gruppo vocale) – cori

Teardrops from My Eyes
- Ruth Brown – voce
- Sconosciuti – 2 trombe
- Sconosciuto – sassofono alto
- Willis Jackson – sassofono tenore
- (probabile) Haywood Henry – sassofono baritono
- Sconosciuto – piano
- Sconosciuto – chitarra
- Sconosciuto – contrabbasso
- Sconosciuto – batteria

Hello Little Boy
- Ruth Brown – voce
- Sam Taylor – sassofono tenore
- Paul Williams – sassofono baritono
- John Lewis – piano
- Mickey Baker – chitarra
- Lloyd Trotman – contrabbasso
- Joe Marshall – batteria

Mama He Treats Your Daughter Mean
- Ruth Brown – voce
- Taft Jordan – tromba
- Sconosciuto – sassofono
- Sconosciuto – piano
- Mickey Baker – chitarra
- Sconosciuto – contrabbasso
- Connie Kay – batteria

5-10-15 Hours
- Ruth Brown – voce
- Sconosciuto – tromba
- Willis Jackson – sassofono tenore
- Sconosciuti – 2 sassofoni
- Harry Van Walls – piano
- Sconosciuto – chitarra
- Sconosciuto – contrabbasso
- Connie Kay – batteria

It's Love Baby
- Ruth Brown – voce
- Sconosciuto – sassofono tenore
- Sconosciuto – piano
- Sconosciuto – chitarra
- Sconosciuto – contrabbasso
- Sconosciuto – batteria

Sentimental Journey
- Ruth Brown – voce
- Ernie Hayes – piano
- John Collins – chitarra
- Sconosciuto – contrabbasso
- Sconosciuto – batteria
- Sconosciuto – chimes
- The Delta Rhythm Boys (quartetto vocale) – cori
- Sconosciuti – strumenti ad arco
- Altri musicisti sconosciuti

Old Man River / Oh What a Dream
- Ruth Brown – voce
- Ed Tiger Lewis – tromba
- Richard Harris – trombone
- Arnett Cobb – sassofono tenore
- Sylvester Thomas – sassofono baritono
- Bu Pleasant – piano
- Mickey Baker – chitarra
- Benny Moten – contrabbasso
- Noruddin Zafer – batteria
- The Rhythmakers (gruppo vocale) – cori

So Long
- Ruth Brown – voce
- Bobby Hackett – tromba
- Dick Cary – corno contralto
- Will Bradley – trombone
- Peanuts Hucko – clarinetto, sassofono tenore
- Ernie Caceres – sassofono baritono
- Joe Bushkin – piano
- Eddie Condon – chitarra
- Jack Lesberg – contrabbasso
- Sidney Catlett – batteria

Note aggiuntive
- Marvin Israel – copertina album originale
- Guy Remark – note retrocopertina album originale[3]